# Tolerance (technika)
Tolerance v technickém použití znamená přípustnou odchylku od předepsané nebo jmenovité hodnoty nějaké veličiny, často rozměru. Obvykle se udává jako toleranční pole, tj. rozsah přípustné odchylky v kladném (větší než jmenovitá hodnota) a v záporném smyslu (menší).
Tolerance se volí s ohledem na funkci díla a s ohledem na to, aby jeho výroba nebyla zbytečně nákladná – nevyrábí se přesněji, než je nutné. Stanovení tolerancí umožňuje následnou zaměnitelnost sériově vyráběných součástí či materiálů.
Měřicí přístroj nebo měřidlo, kterým se požadovaná hodnota nastavuje či kontroluje, má samozřejmě také omezenou přesnost – své tolerance – a výsledek měření se liší od skutečné hodnoty o chybu. Vztah mezi výsledkem měření a skutečnou hodnotou se vyjadřuje jako nejistota měření. Tato nejistota musí být, zjednodušeně řečeno, výrazně menší než toleranční pole výrobku. Zkoumáním vztahů mezi měřenými a skutečnými hodnotami veličin se zabývá vědní obor metrologie.
U elektrotechnických součástek i veličin se tolerance udávají v procentech jmenovité hodnoty (například 100 Ω ± 1 %; 220 V ± 10 %). V rámci barevného značení elektronických součástek je tolerance značena vlastním pruhem; není-li pruh uveden, je brána tolerance 20 %.
Ve strojírenství se pojem tolerance používá jednak v souvislosti s předepisováním přesnosti tvaru (geometrie) a polohy, jednak pro soustavu uložení (lícování), kdy jedna součást má zapadat do otvoru v jiné součásti. Přípustné odchylky obou rozměrů se stanoví tak, aby uložení mělo požadovanou vlastnost – bylo pevné (s přesahem) či volnější.